# Ultra Fiord Patagonia

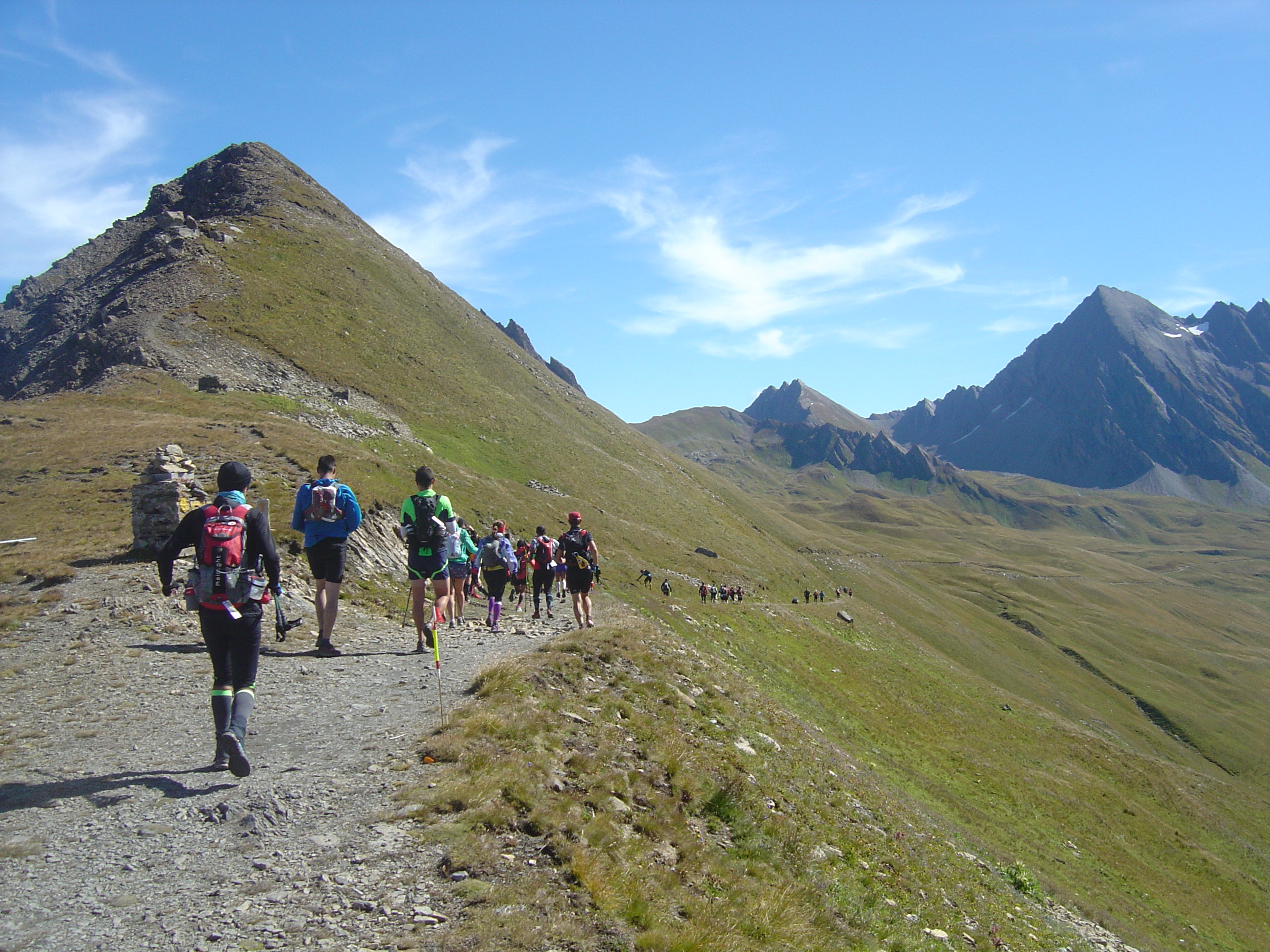
Imagen de Col de Chavannes representativa de las carreras Ultra Trail

La Ultra Fiord Patagonia es una carrera cuyo nombre procede del término ultra trail y el término fiordo. Uno de los valores diferenciales de esta carrera, es que se basa en recorrer los fiordos que esconde Chile. Es una carrera de montaña realizada en la Patagonia chilena austral, cuya primera edición fue en el año 2015 y celebrada en el mes de abril. Este gran desafío se realiza en la provincia de Última Esperanza, región de Magallanes y Antártica chilena. Consiste en una carrera non-stop, con puntos de asistencia cada 15 km, en la que participan corredores de más de 25 países.
Se puede participar en varias categorías y a cada categoría se le otorgará una serie de puntos para la clasificación en la Ultra-Trail du Mont Blanc, es decir, 30 km (1 punto), 42 km (3 puntos), 50 km (3 puntos), 70 km (4 puntos), 100km (5 puntos) y 100 M (6 puntos).
Correr la distancia de 100 millas sirvió para entrar en el sorteo de participación en la carrera Hardrock 100 2018. 
Es de extrema dureza, podría asemejarse más a una ''raid'' de aventura que a una carrera de montaña, debido a los grandes obstáculos en los que se está sometido durante esta.
Con la UltraFiord se busca aumentar el turismo de Chile y concienciar sobre la conservación de entornos naturales, debido a que  la en la zona donde se realiza la carrera tiene ecosistemas únicos

## El recorrido y especificaciones

### Recorrido
- Categoría 30 km: INICIO Hotel Río Serrano- FINAL Hostería Balmaceda. Tiempo máximo de 8 horas.
- Categoría 42 km: INICIO Hostería Balmaceda- FINAL Estancia Perales. Tiempo máximo de 14 horas
- Categoría 50 km: INICIO Hotel Río Serrano-FINAL Estancia Perales. Tiempo máximo de 15 horas
- Categoría 70 km: INICIO Hostería Balmaceda-FINAL Estancia Dos Lagunas. Tiempo máximo de 28 horas

- Categoría 100km: INICIO Hostería Balmaceda-FINAL Puerto Natales. Tiempo máximo de 35 horas

- Categoría 100M: INICIO La Península- FINAL Puerto Natales. Tiempo máximo de 47 horas.[5]

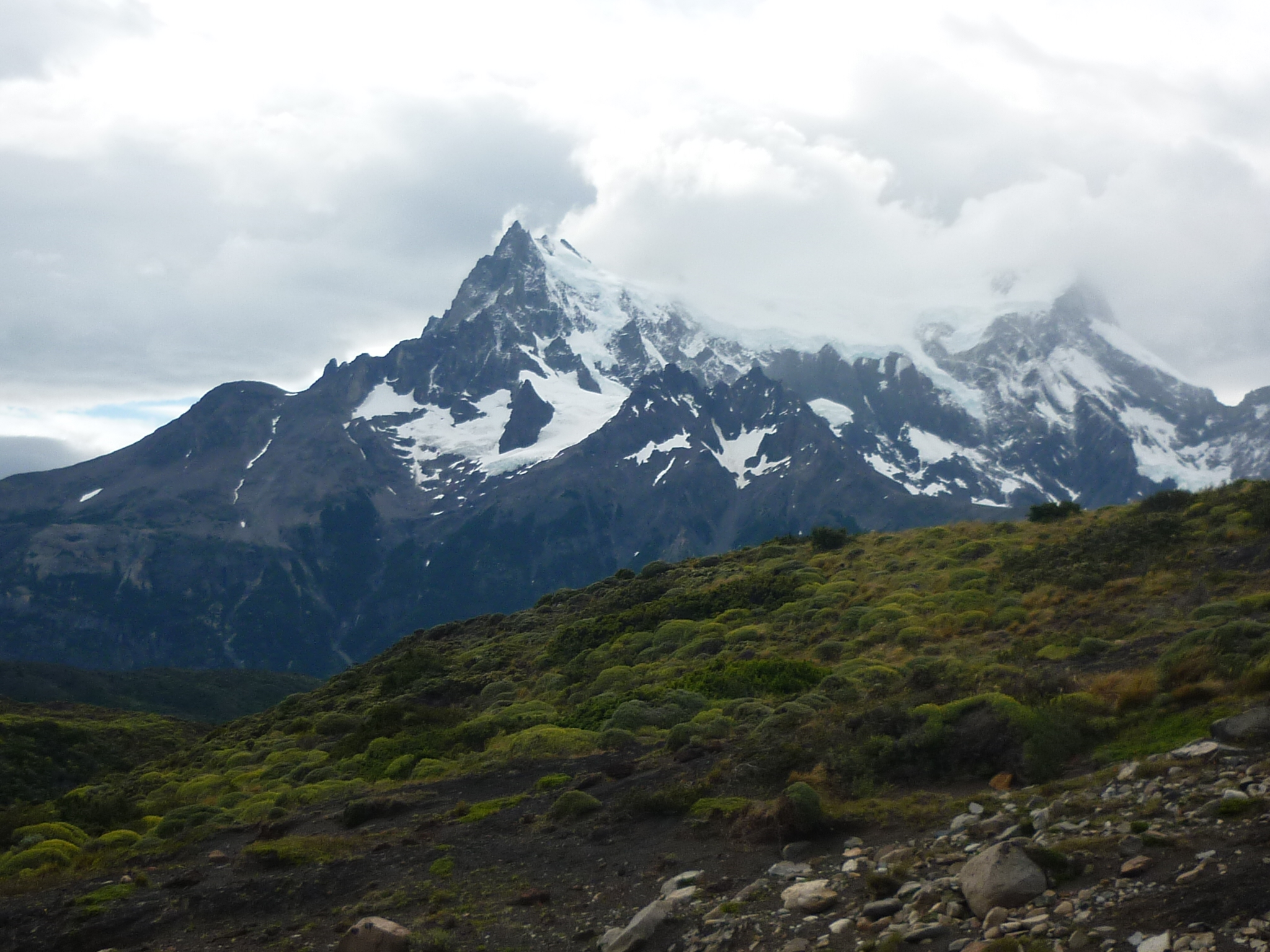
Paisaje típico de la Patagonia Chilena presente en la carrera

### Paisajes y Climatología
Los paisajes que se pueden encontrar son muy variados desde un paisaje de bosque cerrado, hasta un paisaje de montaña (glaciar). En cuanto al terreno habrá nieve, hielo, barro, rocas, piedras y muy poco asfalto que recorrer. Por lo que se puede ver que es una carrera de grandes contrastes. Las condiciones clímáticas son muy extremas e imprevisibles. Ir preparado para cualquier situación es lo más importante en esta carrera.

## Sucesos
Es muy exigente, tanto, que en 2016 tras condiciones meteorológicas adversas se tuvo que cambiar repentinamente de ruta, pero aun así, la Ultra Fiord en los pocos años que lleva celebrándose se llevó la vida de una persona ese mismo 2016.
A partir de este momento la carrera es revisada y evaluada por lor organizadores al milímetro

## Ganadores desde 2015

### Ganadores 2015
| Distancia | Hombre                  | Mujer                             |
| --------- | ----------------------- | --------------------------------- |
| 30 km     | Felipe Contreras Medina | Ariela Carolina Mansilla Cárdenas |
| 70km      | Xavier Thevenard        | Manuela Vilaseca                  |
| 100km     | Fernando Nazário        | Krissy Moehl                      |
| 100M      | Jeff Browning           | Candice Burt                      |

### Ganadores 2016
| Distancia | Hombre                               | Mujer                 |
| --------- | ------------------------------------ | --------------------- |
| 30 km     | Fernando Carrasco                    | Maria Myriam Savi     |
| 50km      | Jorge Cifuentes                      | Katarzyna Kasia Zajac |
| 70km      | Moisés Jiménez Genis Zapater Bargues | Manuela Vilaseca      |
| 100km     | Weliton Carius                       | Cindy Ramírez Brito   |
| 100M      | Thomas Ernst                         | Yitka Winn            |

### Ganadores 2017
| Distancia | Hombre           | Mujer               | Dúos                      |
| --------- | ---------------- | ------------------- | ------------------------- |
| 50km      | Fernando Nazario | Stacey Cohen        |                           |
| 50km Dúo  |                  |                     | John Tidd Luciana Moretti |
| 70km      | Pere Aurell      | Ragna Debats        |                           |
| 100km     | Luís Soto        | Jacqueline Cárdenas |                           |
| 100M      | Piotr Hercog     | Tessa Roorda        |                           |

## Trail Runners de élite
Hay una serie de trail runners de élite que participan en esta carrera
- Genis Zapater
- Xavier Thevenard
- Pere Aurell
- Fernando Nazario
- Benoit Girondel
- Laura Orgue